# Cani dell'altro mondo
Cani dell'altro mondo (Good Boy!) è un film del 2003 diretto da John Hoffman.

## Trama
Owen Baker (Liam Aiken) è un dodicenne solitario che ha un grande desiderio: avere un cane.
Per dimostrare ai suoi genitori di essere in grado di prendersi cura di un amico a quattro zampe, lavora come dog sitter nel suo quartiere. Conquistata la fiducia dei genitori, Owen adotta Hubble, un trovatello trasandato e malconcio. Owen presto scopre di essere in grado di comprendere il linguaggio di Hubble e viene così a sapere che i cani sono in realtà abitanti della stella Sirio giunti sulla Terra migliaia di anni fa per colonizzare il nostro pianeta, ma qualcosa è andato storto e la regina dei cani di Sirio ha mandato un suo seguace sulla Terra per controllare la situazione: Hubble.